# 茨城県立古河中等教育学校
茨城県立古河中等教育学校（いばらきけんりつ こがちゅうとうきょういくがっこう）は、茨城県古河市磯部にある公立中等教育学校。

## 概要
茨城県教育委員会が2009年7月に策定した「第2次県立高等学校再編整備の基本計画」を受けた前期実施計画（2010年1月策定）の一環として公立中高一貫校が設置されることとなり、茨城県立総和高等学校がその母体に選ばれた。計画が決まった後、新設される予定の中等教育学校は「古河地区中等教育学校」の仮称が付されていたが、2012年7月1日をもって「茨城県立古河中等教育学校」の校名で設置され、2013年4月に開校した。
茨城県内では並木中等教育学校、日立第一高校・附属中学校に続く、3番目の公立中高一貫校となる。

## 教育

### 教育目標
- 高い学力と豊かな人間性を兼ね備えた次代のリーダーを育成する[2]。

### 目指す学校像
- 6年間の継続的・計画的な教育活動を通じて、一人一人が高い志をもたせ、その実現に向けて知性と人間性を育む。
- 科学教育や国際教育を推進し、体験的・探究的な学習活動の展開により、国内外で活躍するための科学的思考力や表現力を培う。
- 異年齢交流を重視した学校行事や部活動、ボランティア活動などを通じて、社会に貢献するリーダーとしての資質を磨く。

### 育てたい生徒像
- 広い視野と柔軟な思考力、豊かな感性を備え、新たなものを創造(Creation)できる生徒
- さまざまな分野への好奇心や探究心にあふれ、自ら進んで真理の追究や課題の解決に挑戦（Challenge）できる生徒
- 高い目標と強い意志をもち、地域や日本、国際社会の発展に貢献（Contribution）できる生徒

### 特色
前期課程では一部科目で習熟度に基づく少人数教育を行い、後期課程では個々の生徒の進路希望に応じた科目選択を提供するために単位制を実施し、難関大学へ進学可能な学力を育成することや、大学や研究機関と連携して学習への興味付けをはかる探究型学習を取り入れることを謳っている。また、後期課程の5〜6年次においては、実際の入試問題に対応できる学力を養うことを目的に、「東大研究会」（仮称）や「医学研究会」を発足させる予定である。

## 学校生活

### 部活動
陸上競技部、軟式野球部、サッカー部、バドミントン部、バスケットボール部、テニス部、剣道部、水泳部、吹奏楽部、科学部、パソコン部、英語部、文藝部、美術部、演劇部が存在する。

### 同好会
軽音同好会、写真同好会、ディベート同好会が存在する。
例外がない限り同好会は後期生のみ。

### 制服
男女ともブレザー。ネクタイの色で1〜2年、3〜4年、5〜6年が識別される。

### 給食
前期課程では給食が実施される。

### スクールバス
スクールバスは、古河市内、坂東市・境町、下妻市・八千代町、結城市、筑西市の5方面と7コースである。